# Vincentello d'Istria
Titres
Comte de Corse
1407 – 1434
Vice roi de Corse
1418 – 1434
Lieutenant-général de Corse-Sardaigne
1404 – 1434
Seigneur d'Istria
? – 1434
Vincentello d'Istria est un noble de corse qui par son soutien indéfectible à la Couronne d'Aragon fera la gloire des Istria, branche illégitime des Cinarchesi. Né à une date inconnue (dans les années 1380), il meurt le 27 avril 1434 à Gênes, en tant que Comte de Corse et vice-roi au service d'Alphonse V.

## Biographie
Vincentello est le fils de Ghilfuccio d'Istria dit « Giudice », seigneur d'Istria (Corse), fils d'Arrigo d'Istria, un fils de Salnese d'Istria, le second fils de Sinucello della Rocca. Sa mère était une sœur d'Arrigo della Rocca, précédent chef du parti philaragonnais en Corse.

### Guilfuccio, le père
Son père Guilfuccio (Ghilfuccio) est un arrière-petit-fils de Sinucello della Rocca, surnommé Giudice de Cinarca qui fut un grand seigneur de l'ile qui réinstitua le principe de Comte de Corse. Après de nombreux succès et un long règne allié à la république de Gênes, Sinucello della Rocca se retourna contre elle. Il fut livré par trahison à ses ennemis et transporté à Gênes, où il mourut en 1304.
Les principales familles du pumonte (partie méridionale de l'île) qu'étaient les Istria, les della Rocca, les d'Ornano, les Bozzi, les d'Atallà, les de Leccia, se prétendaient issues de ce célèbre personnage.
Guilfuccio seigneur d'Istria était un « homme prudent et valeureux »  écrivait Giovanni della Grossa(auteur du manuscrit original de la Chronique de Giovanni della Grossa, cet écrivain a exercé pendant la première moitié du XVe siècle les fonctions de notaire officiel auprès des plus grands personnages de l'île). Il montrait la haine implacable qu'il avait vouée à la famille della Rocca, notamment à Guglielmo della Rocca le comte de Corse, son parent et grand rival. Après la mort de celui-ci, il n'a jamais consenti à une réconciliation avec Arrigo della Rocca, son cousin et fils de la victime, dont il craignait le courroux.
Le fait que le comte Arrigo bénéficie des faveurs prodiguées par les rois d'Aragon obligea Ghilfuccio à chercher protection auprès des Génois. Ceux-ci lui donnèrent la seigneurie de Cinarca où il mourut de la fièvre.
Guilfuccio eu trois fils : Vincentello, Giudicello et Giovanni.

### Vincentello, le fils
Après la mort de son père, le jeune Vincentello s'est trouvé confronté à une vengeance redoutable à soutenir contre la toute puissante famille della Rocca. Après la mort d'Arrigo, son fils Francesco, assailli par une coalition des anciens seigneurs dépossédés par son père en 1401, sollicite en vain l'appui du roi d'Aragon. Francesco se tourne alors vers les Génois et se recommande à leur gouverneur Raphaël de Montalto. Il lui vend son patrimoine pour une somme dérisoire de trois cents livres et reçoit en échange le titre de vicaire général. Cette volte-face subite de la Rocca a mis Vincentello en mauvaise posture. Le jeune d'Istria refusant de s'incliner devant l'ennemi de sa famille, abandonna le parti génois.
Selon Filippini historien, il part s'installer en Aragon et reçoit en don du Roi une galère armée, avec laquelle il alla trouver Martino, Roi de Sicile, fils dudit Roi d’Aragon, dont il reçut un accueil chaleureux. Là, ayant adjoint à la sienne d’autres galères, il donna maintes éclatantes preuves de bravoure dans la guerre qui faisait rage entre Génois et Catalans. Avec trois galères et une galiote chargée de fantassins, il passa en Corse, au temps où Leonello Lomellino, au grand déplaisir des populations, dominait l’Île : il s’empara de Cinarca, fit passer sous son obédience tout le pays Cortinco, les terres et la forteresse de Biguglia ; là, au cours d’une tournée générale qu’il faisait, il reçut le titre de Comte de Corse.

### Portrait
Le chroniqueur Giovanni della Grossa, contemporain et l'ayant connu intimement, dépeint Vincentello ainsi :

« Le comte Vincentello était plus grand de taille que la moyenne des gens. Il avait les bras courts et arqués qu’il ne pouvait pas étendre aisément, les doigts courts et gros à la pointe, il possédait un visage flétri comme celui d’une vieille femme, de beaux yeux noirs et sous l’œil droit, près du nez, se trouvait une verrue si grosse que quelquefois il semblait que son œil pendait de ce côté-là. Il avait des jambes grosses mais le reste de sa personne était bien fait et de belle allure. Il était très adonné aux femmes et partout où il avait une seigneurie, quand il apercevait quelque jeune femme qui lui paraissait très gracieuse et belle, s’il ne pouvait l’obtenir de bon gré, il la prenait de force. À beaucoup d’hommes il prit des filles vierges, et il prenait également des femmes mariées. C’était un homme méchant, vindicatif et quand il détestait quelqu’un, s’il ne pouvait s’emparer de sa personne, il lui prenait ses biens et ses femmes pour l’humilier. Il se faisait craindre, il aidait beaucoup ses favoris et quand il emprisonnait un ennemi, il le gardait longtemps en prison. Cependant c’était un guerrier extrêmement valeureux sur terre comme en mer. »

— Giovanni della Grossa, Chronique numérisée éd. 2024, p. 463-464

### Carrière militaire
Devenu pirate contre les Bonifaciens et le commerce génois après avoir été dépossédé de ses biens par un cousin à la solde de Gênes, il s'était fait remarquer par les rois d'Aragon. Ceux-ci, alors en conflit territorial avec Gênes, lui offrent galères et soldats pour chasser les Génois de Corse, une conquête qu'ils avaient eux-mêmes enlevée aux Pisans.
En 1405, débarquant en Cinarca dans le golfe de Sagone, il entreprit la conquête de la Corse qu'il réalisa en quasi-totalité en deux ans. À la forteresse de Biguglia il se fait proclamer comte de Corse. Il s'empare de Bastia. Les places fortes de Bonifacio et Calvi lui échappent, restant acquises à Gênes. Gênes et ses alliés insulaires réagissent aussitôt et Vincentello d'Istria perd toutes ses conquêtes, plus rapidement qu'il ne les avait acquises.
En 1407 Vincentello est forcé de quitter la Corse.
En 1408 à la tête de troupes siciliennes, il revient dans l'île et poursuit une guerre qui dura en tout trente ans. Soutenu par l'Aragon, en 1410 Vincentello d'Istria se fait proclamer comte de Corse, puis en 1418 vice-roi par le peuple à Biguglia.
En 1417 Vincentello rétablit Matteo de Gentile qui avait été chassé de son fief de Brando par Gênes. 
En 1419, Vincentello emprisonne au château d'Orese, un « nid d'aigle » près d'Ocana édifié en 1355, André de Gentile seigneur de Canari et Urbain da Mare (fils de Colombano).

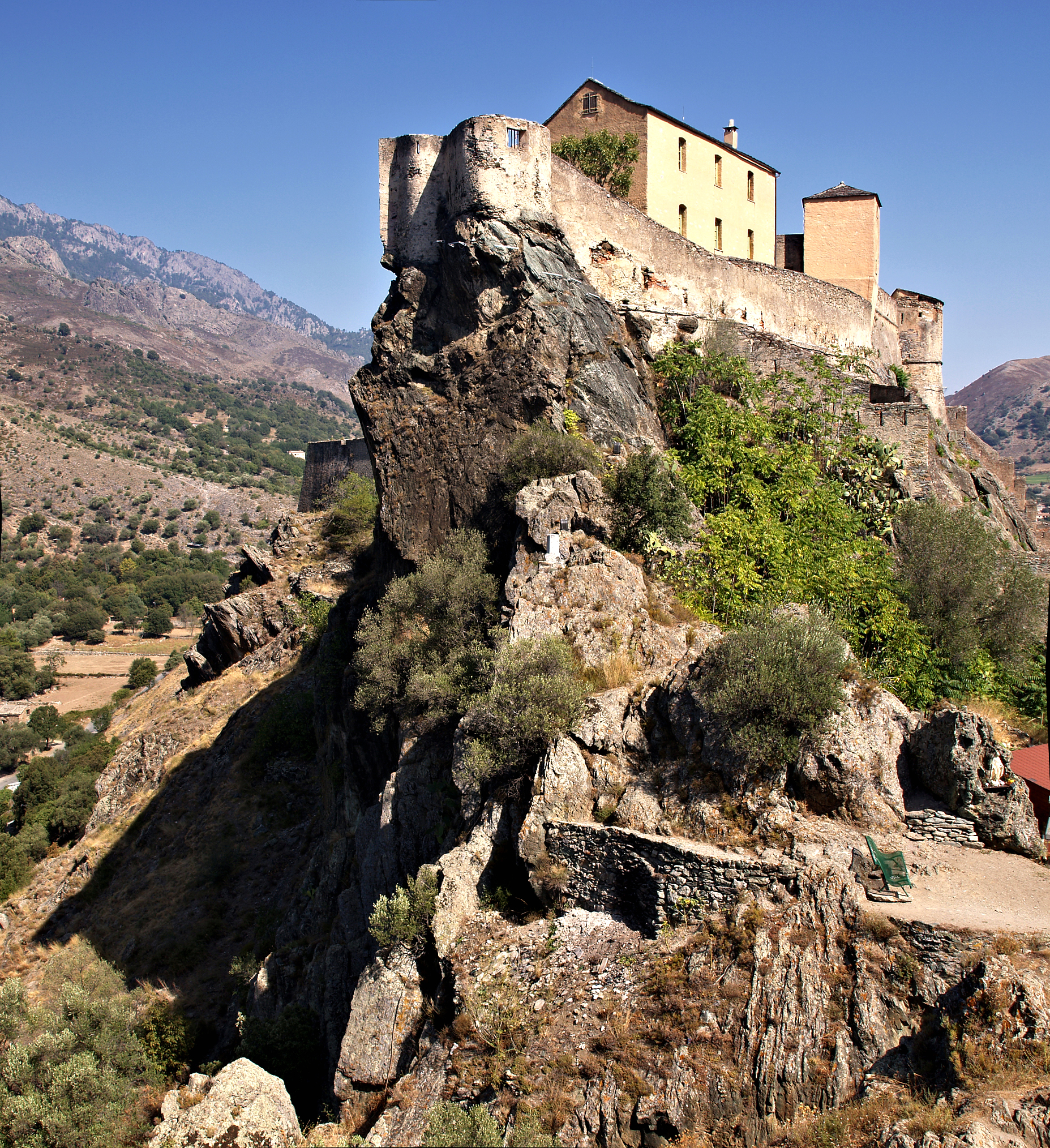
Citadelle de Corte

Vincentello d'Istria fait construire le château de Corte en 1419 pour y installer son pouvoir, profitant de sa position stratégique au centre de l'ile et son état de carrefour des principales lignes de communications intérieurs.
En 1420, avec l'aide de Manfred de Gentile, seigneur de Nonza, Vincentello prend la Bastia de Porto Cardo.
En cette même année a lieu la bataille de Biguglia, décrite ainsi par Giovanni della Grossa :

« Le comte après s’être reposé quelques jours à Corti, décida de conquérir le reste de la Corse, et d’en chasser les Génois. Il leva une armée et il alla assiéger Biguglia le 21 avril 1419. Au cours du siège, il passa différents accord avec des bourgeois de Biguglia. Une fois ceux-ci conclus, ils se rendirent au comte. Ensuite celui-ci harcela le château, et il le combattait tous les jours avec un trébuchet.
Alors que s’effectuait le siège de Biguglia, Abramo Fregosso avait pu se libérer des affaires de la guerre civile à Gênes et sur les Rivières ; estimant importante l’entreprise engagé en Corse, il se résolut à venir rapidement avant que le comte n’ait eu le temps de mener à bien son attaque.
Il vint avec quatre naves, et il transportait sept cents soldats porteurs d’armes blanches, de cuirasses, d’arbalètes et de lances longues ; Ils débarquement à l’Arinella et y rejoignirent Andria Lomellino qui était arrivé de Bastia. Alors que les soldats marchaient pour secourir Biguglia, le comte envoya contre eux Buonristoro fils de 
Carpuscello avec quatre-vingt cavaliers. Les cavaliers affrontèrent les soldats à Santo Pietro sous Furiani dans un lieu étroit, ou ls ne pouvaient pas combattre et ne pouvaient pas s’opposer à des gens armées d’arbalètes et de lances longues. Ils se retirèrent donc, pour cette raison, au galop et les soldats génois les poursuivirent à grands pas.
Quand ils furent à l’entrée du bourg de Biguglia, les hommes à cheval prirent le chemin qui passait par la plaine et ils arrivèrent au-dessus des « … ». Abramo, avec les troupes génoises, venait par l’intérieur ou par la route qui longeait la partie supérieure du mur du bourg de Biguglia, et ils avançaient à la queue-leu-leu, l’un derrière l’autre.
Quand les premiers arrivèrent près des murs dans la cortolina, un mot que j’emploie dans le sens de lieu plane, le comte attendait et il avait réparti ses soldats entre ses capitaines. Il fit sortir à cheval Luciano de Casta du bourg de la Martinaccia avec quarante soldats qui attaquèrent le camp des Génois avec un très grand courage et une très grande valeur ; le greffier de la Grossa avec soixante-dix soldats sortit par la partie supérieure et par le centre de la plaine. Ils attaquèrent les Génois avec leurs troupes.
Enfin Giovanni Calucciano, Vinciguerra, Giudicello et Giovanni fils de Prachetello d’Istria avec un peu plus de fantassins sortirent de leur tour avec quelques cavaliers à leur suite. Ceux-ci, voyant l’attaque menée par Luciano de Casta et les familiers du comte et par le greffier della Grossa, passèrent au-delà de Santo Francesco et ils attaquèrent les Génois à lo Calcinaio. Les deux partis combattaient valeureusement, 
mais à la fin les soldats ne purent soutenir la furie des Corses qui avec tant de courage et de détermination les attaquaient.
En peu de temps, les Génois furent battus. Soixante soldats moururent. Abramo Fregoso, blessé grièvement, fut capturé, comme Andria Lomellino. Tous les autres soldats et les corses au service des Génois furent pris et dépouillés.
Ensuite les soldats rachetèrent leur liberté et retournèrent à Gênes. Dans le camp du comte mourut Andria Calcinagio d’une blessure qui lui emporta la main ; Agostino fils de Rocuscino du Nebbio fut blessé au visage et divers autres furent blessés et capturés. Ceux qui défendaient le castello di Biguglia, devant la déroute subie par Abramo, se rendirent et ils remirent le castello au comte. Cette affaire se déroula au cours de l’année 1420, le jour de la saint Jean-Baptiste (24 Juin 1420).
Le comte envoya Andria Lomellino prisonnier au castello d’Orese, et il détint Abramo dans différents castelli, parfois Biguglia et parfois Corti sous bonne garde, en le faisant soigner de ses blessures. Manfredo de Nonza gardait le castello di Porto Cardo (Bastia). Lorsqu’il vit les affaires du comte si florissante, n’ayant plus aucun espoir d’être secouru, il passa un accord avec lui et il lui remit Bastia. Le comte maintint alors le Deça-des-Monts (Cismonte) en paix. »

— Giovanni della Grossa, Chronique Manuscrit Benelli, p. 418-421
Durant la guerre, Alphonse V roi d'Aragon, s'était rendu en personne dans l'île. Il s'était emparé de Calvi (1420) et y avait reçu l'hommage des féodaux. En réponse à l'appel de la reine consort de Naples, il lèvera le siège mis devant Bonifacio en décembre 1420. Vincentello échoue à prendre Bonifacio à la suite du départ de l'ost royal et ne peut conserver Calvi qui finit par se soulever contre la Couronne.
Vincentello était décrit comme un guerrier de talent, une sorte de condottiere audacieux qui sur terre comme sur mer se montra presque toujours digne de triompher ("Valoroso homo, perito in moite occasione di guel'ra tutta la vita sua in Corsica e fuori…").

### Souverain de Corse
Resté seul en Corse, avec le titre de vice-roi, Vincentello d'Istria règne en souverain de 1421 à 1434, assurant une justice égale à tous et se contentant d'impôts modestes et réguliers.
Au cours des années 1430, souhaitant aidé son roi alors en conflit avec Philippe Marie Visconti, Vincentello finança la construction de 2 galères de guerre par le doublement de la taglia auprès des corses. Les caporali de la Terra del Comune (territoire entre Calvi, Brando et Solenzara opposé au Cap Corse et à la Terra dei Signori) rejettent la tutelle de Vincentello et proclament Simon Ier da Mare, frère d'Urbain, gouverneur général de la Corse. 
Vincentello fut contraint de fuir avec ses galères, non encore armée, pour rejoindre son frère Giovanni en Sardaigne. L'une des deux galères, endommagée par une tempête et mal armée, rencontra une fuste de Simone de Mare qui était commandée par son fils Colombano. Celui-ci investit la galère, s’en empara et l’emmena à son père. Le comte rejoint Porto Torres et, après avoir réglé ses différents avec son frère, ils remirent en état les galères. La situation est alors peu clair sur la suite immédiate des évènements :
- Ils seraient aller porter secours à la garnison de Bastia, le comte et Giovanni parvenant à entrer avec des renforts dans l’enceinte malgré le siège ;
- Ils seraient parti en direction de la Toscane pour armer convenablement la galère de Vincentello.

Au cours de ceci, ils furent interceptés par la galère de garde génoise, commandée par Zacharia Spinola. Le comte Vincentello fut capturé après l'abordage par la galère génoise. Giovanni d’Istria ne put secourir son frère. Il débarqua à Brando où il s’échappa avec les soldats qui l’accompagnaient. Zacharia s’empara également de la galère de Giovanni vidée de ses occupants. Ceci eu lieu au cours de l'année 1434.
Vincentello d'Istria est conduit à Gênes où il est décapité le 27 avril 1434 sur le grand escalier du Palais Ducal place de la Seigneurie. Le lieutenant de Philippe-Marie Visconti, gouverneur de Gênes en 1434 qui appliqua la sanction, l'appelait : « l'Illustre et magnifique seigneur Vincentello d'Istria, Comte de Cinarca. »

## Mariage et descendance
Vincentello d'Istria fils de Ghifulccio d'Istria dit « Giudice », seigneur d'Istria (Corse), a été marié avec N. Gentile fille du Marquis de Nonza et père de deux enfants : Bartolomeo et Franceschetta. Une autre source le dit marié à Maria Da Mare, puis à Duchessa de Bozzi.

## Souvenir et Mémoire

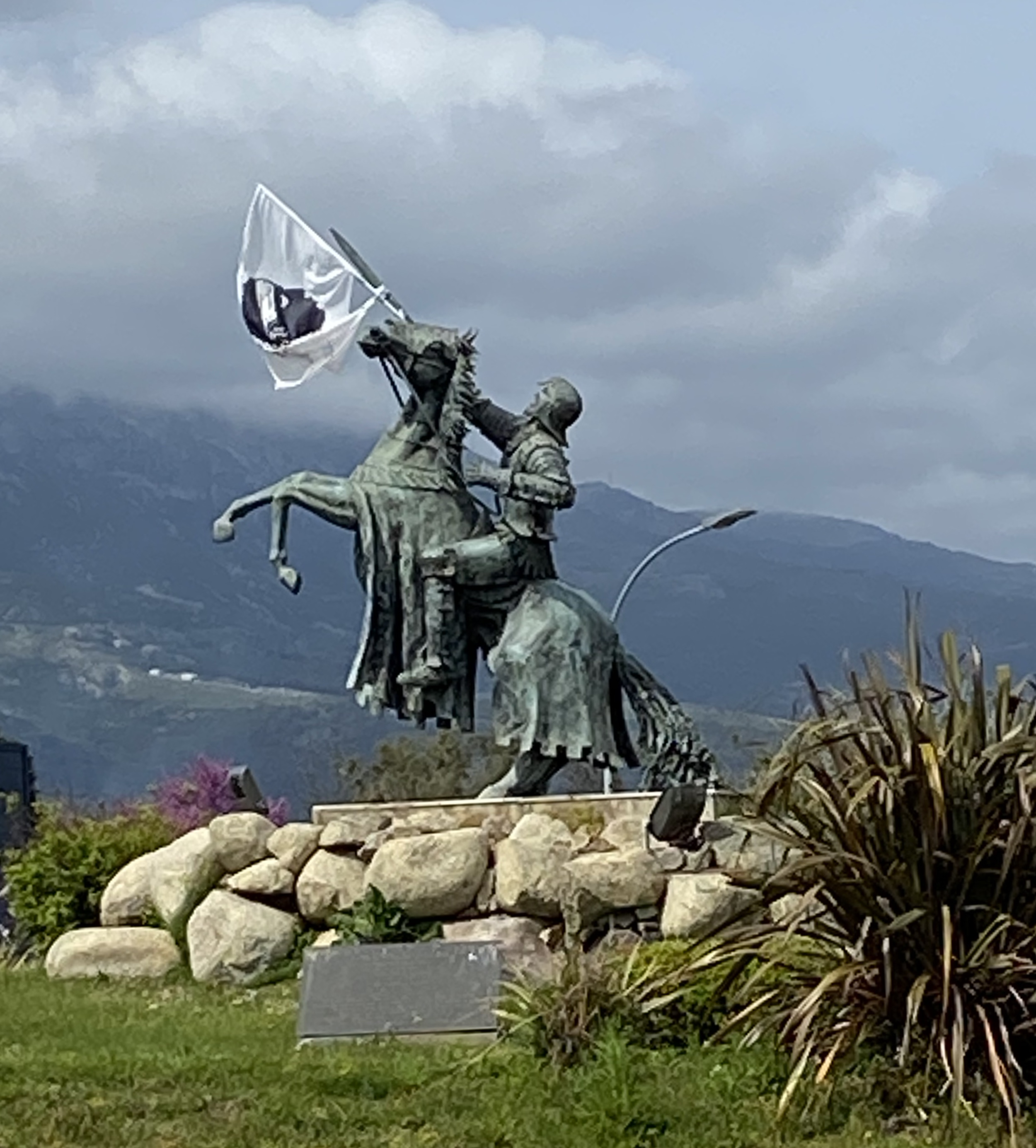
Statue de Vicentello d'Istria

La statue équestre de cet homme de grand courage et guerrier de talent, (« Uomo di grande animo e gran guerriero » a dit Giustiniani) sur terre comme sur mer, trône au rond-point de Ceppe (Biguglia) depuis le 20 novembre 2009. Haute de 3,20 mètres, elle est l'œuvre du sculpteur Cesare Rabiti.
L'un des groupes scolaire de la commune de Biguglia fut nommé en l'hommage de Vincentello d'Istria.